# Malé životní etudy
Malé životní etudy (v anglickém originále Five Easy Pieces) je americký dramatický film z roku 1970. Režisérem filmu je Bob Rafelson. Hlavní role ve filmu ztvárnili Jack Nicholson, Karen Black, Susan Anspach, Lois Smith a Ralph Waite.

## Ocenění
Karen Black získala za svou roli v tomto filmu Zlatý glóbus a byla nominována na Oscara. Jack Nicholson byl za svou roli ve filmu nominován na Oscara a Zlatý glóbus. Film byl dále nominován na dva Oscary (kategorie nejlepší film a nejlepší scénář) a dva Zlaté glóby (kategorie nejlepší film – drama a nejlepší scénář).

## Obsazení
| Jack Nicholson | Robert Eroica Dupea |
| Karen Black    | Rayette Dipesto     |
| Susan Anspach  | Catherine Van Oost  |
| Lois Smith     | Partita Dupea       |
| Ralph Waite    | Carl Fidelio Dupea  |
| Billy Bush     | Elton               |
| Irene Dailey   | Samia Glavia        |
| Toni Basil     | Terry Grouse        |